# وارن (بنسلفانيا)
وارن (بالإنجليزية: Warren, Pennsylvania)‏ هي مدينة تقع في مقاطعة وارين (بنسلفانيا) بولاية بنسلفانيا في الولايات المتحدة. تبلغ مساحة هذه المدينة 8 (كم²)، وترتفع عن سطح البحر 369 م، بلغ عدد سكانها 9710 نسمة في عام 2010 حسب إحصاء مكتب تعداد الولايات المتحدة.

## الموقع الجغرافي
الموقع الجغرافي للمناطق المحيطة بهذه النقطة هو كالتالي:

## أعلام
- لي غوردون
- أرت جونسون
- ستيفن رايت
- ويليام إي. ستيفنسون
- سوزان كيفر

## وصلات خارجية
- The US50 - Cities and Towns in Pennsylvania State